# Hotel Transylvánie
Hotel Transylvánie (v anglickém originále Hotel Transylvania) je americký animovaný film. Jeho režisérem je Genndy Tartakovsky, který stál i za následujícími filmy série – Hotel Transylvánie 2 (2015), Hotel Transylvánie 3: Příšerózní dovolená (2018) a Hotel Transylvánie: Transformánie (2022). Hlavní postavu hraběte Drákuly namluvil Adam Sandler. Další postavy namluvili například Andy Samberg, Selena Gomezová a Steve Buscemi. Autory scénáře jsou Peter Baynham a Robert Smigel a hudbu složil Mark Mothersbaugh.
Rozpočet snímku činil 85 miliónů amerických dolarů a vydělal téměř 360 miliónů. Premiéra filmu proběhla 8. září 2012 na 37. ročníku Torontského mezinárodního filmového festivalu. Do amerických kin byl uveden 28. září toho roku.